# 1-Acetyl-2-phenylhydrazin
1-Acetyl-2-phenylhydrazin ist eine chemische Verbindung aus der Gruppe der Hydrazide und ist ein Derivat (Chemie) sowohl des Phenylhydrazins, wie auch der Essigsäure.

## Eigenschaften
1-Acetyl-2-phenylhydrazin ist ein weißer Feststoff.

## Verwendung
1-Acetyl-2-phenylhydrazin ist in Sekundenklebern enthalten.
Die Verbindung kann zur Induktion einer hämolytischen Anämie für Studien des blutbildenden Systems verwendet werden, da sie mit Oxyhämoglobin freie Radikale bildet. 1-Acetyl-2-phenylhydrazin wird ebenfalls zur Auslösung von Tumoren eingesetzt.